# Улица Герцена (Владимир)
Улица Герцена — элемент городской структуры города Владимир. Проходит через исторический центр города от улицы Осьмова, пересекая улицы Чехова, Златовратского и Свердлова, до Спортивного переулка.

## История
Первоначальное название — Большая Ильинская — как и ряд улиц города: Сергиевская, Спасская, Вознесенская, ряд Троицких улиц, получила по названию близ расположенной церкви, служившей заметным ориентиром. Церковь Илии Пророка (Ильинская) находилась на месте современного детского сада № 30 (д. 75а по ул. Б. Московская). Построенная в XVII веке, она была снесена в 1932 году.
Проведённые на улице археологические раскопки обнаружили следы укреплений, датируемых концом XII века.
Современное название улица получила в 1920 году в память русского публициста-революционера А. И. Герцена (1812—1870), по этой улице 9 мая 1838 года молодой Александр Герцен проезжал на венчание из дома титулярного советника Константина Петровича Смирнова (на месте современного д. 29, событие подробно описано Герценом в мемуарах «Былое и думы»).
18 сентября 1991 года на 14 сессии Владимирского городского Совета народных депутатов была утверждена Программа топонимической реставрации города Владимир, в том числе список улиц, чьи исторические названия подлежат восстановлению, улица Герцена в их числе.

## Известные жители
- д. 22 — Н. Е. Федосеев (1871—1898) — один из первых пропагандистов марксизма в России и руководитель первых марксистских кружков в стране (мемориальная доска).
- угол с улицей Свердлова, д. 3 — историк, архивист, краевед, основатель и первый руководитель государственной архивной службы Владимирской области Н. В. Малицкий (мемориальная доска)
- д. 23 — К. Н. Тихонравов (1822—1879) — русский археолог, этнограф и статистик, редактор «Владимирских губернских ведомостей», секретарь Владимирского губернского статистического комитета, исследователь Владимирской губернии.
- д. 39 — Н. Н. Златовратский (1845—1911) — русский писатель (мемориальная доска)[8].

## Достопримечательности
В начале улицы у пересечения с улицей Столетовых сохранились остатки древнего оборонительного (Ивановского) вала.
СШОР по спортивной гимнастике им. Н. Г. Толкачева (Спортивный переулок, 1)